# Орешак (област Ловеч)
 За другото българско село вижте Орешак (Област Варна).  
Орешак е село в Северна България, част от община Троян в област Ловеч. Населението му е около 1900 души (2022).

## География
Орешак се намира в Троянско, на 8 километра източно от центъра на град Троян, като от табела до табела разстоянието е около километър. През селото преминава река Черни Осъм. Най-забележителния мост над реката е Камен мост, който води към съседните села Патрешко и т.н.

## История
През втората половина на XVIII век в Орешак, в непосредствена близост до Троянския манастир на празника му „Успение Богородично“ – 15 август, започва да се провежда занаятчийски панаир, който след няколко години се разраства и става един от най-големите в Северна България. Той става място за срещи между майстори от всички краища на България.

## Население
Численост и дял на етническите групи според преброяването на населението през 2011 г.:
|                     | Численост | Дял (в %) |
| Общо                | 2102      | 100,00    |
| Българи             | 1990      | 94,67     |
| Турци               | 13        | 0,61      |
| Цигани              | 32        | 1,52      |
| Други               | 0         | 0,00      |
| Не се самоопределят | 0         | 0,00      |
| Неотговорили        | 65        | 3,09      |

## Икономика
Дърводобив и дървообработване, пирография, дърворезба, сувенири, вита мебел, шперплат, амбалаж), металолеене, металообработване, грънчарство. Фуражни култури, овощарство (сливи, ябълки), малини, овцевъдство, говедовъдство.

## Култура
Троянският манастир е най-голямата историческа и културна забележителност на Орешак и този край. Разположен на брега на река Черни Осъм, той е един от най-големите и прочути български манастири. Основан е в края на XVI век и е известен със своята архитектура, дърворезби и стенописите в манастирската църква, дело на известния възрожденски художник Захари Зограф, както и със смятаната за чудотворна икона „Св. Богородица Троеручица“. Наред с това манастирът е известен книжовен център и революционно средище в средата на XIX век. В него Васил Левски основава комитет на Вътрешната революционна организация, в който участват всички монаси. За тези времена свидетелства музеят на Апостола в манастира. Манастирът е прочут и с чудотворната си икона Св. Богородица Троеручица.
В Орешак се намира и Националното изложение на художествените занаяти и изкуствата, експозиционно съоръжение, представящо предмети на традиционните занаяти. То е създадено през 1971 година и разполага с 8 зали с обща изложбена площ 4500 m² и една многофункционална конферентна зала, разположени в парк с площ 50 декара. В него се организират международни, национални, авторски и други изложби на майстори на занаятите и приложните изкуства. В залите се показват предмети от керамика, дърво, метал, тъкани, везба, накити, оръжие и други. Изложбата е и базар и предметите могат да се закупуват веднага.
Националното изложение на художествените занаяти и изкуствата е създадено през 1971 година, когато се провежда и втората национална изложба на народните художествени занаяти. От 1978 година се поставя началото на международното участие. През 1981 година се провежда първата международна изложба на народните художествени занаяти с участието на майстори от 16 страни, през 1984 година се провежда втората международна изложба с участие на представители от 20 страни, през 1988 година – третата с участие на 25 страни. Тази традиция се утвърждава и сега ежегодно националните изложби са с международно участие. От български и чуждестранни майстори са дарени над 1080 предмета, който постоянно се показват в една от изложбените зали.
Един от най-атрактивните празници в района е Празникът на сливата и сливовата ракия, който се провежда ежегодно в края на месец септември, с многобройни посетители-дегустатори и участници в конкурса за най-добра ракия. Победителите получават специални грамоти и уникални медали под формата на слива.
На 2 километра от селото се намира живописната махала „Баба Стана“.

## Известни личности

### Родени в Орешак
- Цочо Билярски (р. 1949), български историк
- Лалю Димитров (1928 – 2011), български политик от БКП, народен деятел на изкуството и културата
- Неофит Калчев (12 май 1848 – 22 март 1928) монах, лечител и просветител, автор на книгата „Народен домашен лекар“.
- Климент Старозагорски (1897 – 1967), старозагорски митрополит
- Максим Български (1914 – 2012), български патриарх и софийски митрополит
- Максим Пловдивски (1850 – 1938), скопски, ловчански и пловдивски митрополит
- Георги Маринов (1924 – ?), български политик от БКП, заместник-министър
- Дочо Полендаков (1924 – 2018), български партизанин, офицер, генерал-майор.
- Софроний Доростолски и Червенски (1897 – 1995), доростоло-червенски митрополит